# Cryptostephanus densiflorus
Cryptostephanus densiflorus är en amaryllisväxtart som beskrevs av Friedrich Welwitsch och John Gilbert Baker. Cryptostephanus densiflorus ingår i släktet Cryptostephanus, och familjen amaryllisväxter. Inga underarter finns listade i Catalogue of Life.